# 拉科普沙尼耶尔
拉科普沙尼耶尔（法語：La Copechagnière，法語發音：[la kɔpʃaɲɛʁ]）是法国卢瓦尔河地区大区旺代省的一个市镇，属于永河畔拉罗什区。

## 地理
拉科普沙尼耶尔（46°50'57"N, 1°20'49"W）面积9.68 平方千米，位于法国卢瓦尔河地区大区旺代省，该省份为法国西部沿海省份，北起大西洋卢瓦尔省和曼恩-卢瓦尔省，西临大西洋，南至滨海夏朗德省，东部及东南部与德塞夫勒省接壤。
与拉科普沙尼耶尔接壤的市镇（或旧市镇、城区）包括：莱布鲁济勒、绍谢、圣但尼拉舍瓦斯。

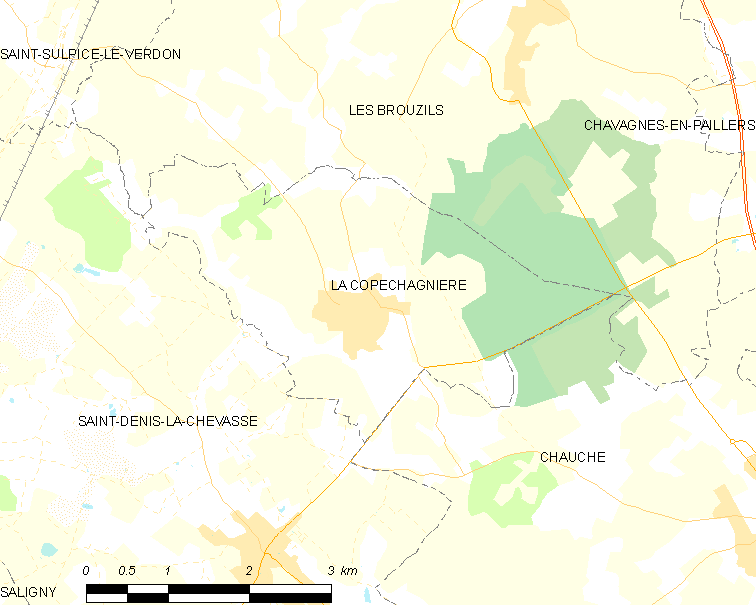
拉科普沙尼耶尔的OSM定位图

拉科普沙尼耶尔的时区为UTC+01:00、UTC+02:00（夏令时）。

## 行政
拉科普沙尼耶尔的邮政编码为85260，INSEE市镇编码为85072。

## 政治
拉科普沙尼耶尔所属的省级选区为蒙泰居旺代县。

## 人口

1962-2008年间拉科普沙尼耶尔人口变化图示

拉科普沙尼耶尔于2022年1月1日时的人口数量为1047人。